# KD Hopsi Polzela
Der Košarkarsko društvo Hopsi ist ein slowenischer Basketballverein aus Polzela westlich von Celje in der Untersteiermark. Die größten Erfolge feierte die Herrenmannschaft des Vereins nach der Unabhängigkeit Sloweniens in den 1990er Jahren. Der einzige Titelerfolg dabei war der Gewinn des nationalen Pokalwettbewerbs 1996, ansonsten verlor man dreimal 1995, 1997 und 1998 die Finalserie um die Meisterschaft gegen den damals vorherrschenden Serienmeister KK Union Olimpija. Nachdem die Mannschaft zwischenzeitlich in die zweite slowenische Spielklasse abgerutscht war, ist man seit 2007 ununterbrochen erstklassig in Slowenien.

## Bekannte Spieler
| - Goran Jagodnik 1994–99 - Roman Horvat 1997/98 - Beno Udrih 1997–2000 - Samo Udrih 1998–2000, 2009/10, 2013–14 - Elvir Ovčina 1999/2000, 2009 - Jasmin Perković 2001/02 - Shawn King 2008–10 |